# Piñuécar-Gandullas
Piñuécar-Gandullas és un municipi de la Comunitat de Madrid. Limita amb Buitrago del Lozoya, Gascones, La Serna del Monte, Madarcos i Puentes Viejas.
Piñuécar, és el cap del municipi i té com agregat únicament a Gandullas, i Bellidas, aquest últim, despoblat a mitjan segle xx. També existeix al Nord-oest de la població de Piñuécar l'església de Santo Domingo, de la qual solament queda una espadanya. Aquesta ermita era la seu del Tribunal d'Aigües, anomenada en nombrosos escrits com punt en el qual es dirimien els assumptes d'aigües de "Piñuécar i els seus agregats, Bellidas i Ventosilla", aquest últim d'ubicació desconeguda. En aquell temps, i fins al segle xviii, Gandullas formava un municipi independent.